# Валава (река)
Вала́ва — река в России, протекает по Лысковскому району Нижегородской области. Валава впадает справа в реку Сундовик в 7 км от её устья. Длина реки составляет 19 км, площадь водосборного бассейна 112 км².
Река Валава имеет исток близ одноимённой деревни и течёт на северо-восток, а затем на север, впадая справа в реку Сундовик между городом Лысково и деревней Лысая Гора. В 3 км от устья принимает правый приток — реку Ушаковку.

## Данные водного реестра
По данным государственного водного реестра России, относится к Верхневолжскому бассейновому округу, водохозяйственный участок реки — Волга от устья реки Ока до Чебоксарского гидроузла (Чебоксарское водохранилище), без рек Сура и Ветлуга, речной подбассейн реки — Волга от впадения Оки до Куйбышевского водохранилища (без бассейна Суры). Речной бассейн реки — (Верхняя) Волга до Куйбышевского водохранилища (без бассейна Оки).
Код объекта в государственном водном реестре — 08010400312110000035001.